# Зайцев, Николай Архипович
Никола́й Архи́пович За́йцев (род. 30 марта 1942, Тюмерево, Чувашская АССР) — советский и российский государственный деятель. Народный депутат Чувашской Республики. Народный депутат РФ (1990—1993). Председатель Совета министров Чувашской АССР (1989—1992).
Полномочный представитель президента Российской Федерации в Чувашской Республике (1992—1994). Первый руководитель администрации президента Чувашской Республики.

## Биография
Родился 30 марта 1942 года в деревне Тюмерево Янтиковского района.
В 1964 году окончил Поволжский лесотехнический институт (ныне Поволжский государственный технологический университет). С 1964 по 1966 год проходил службу в Советской армии. В период с 1966 по 1973 год работал инженером-механиком Канашского завода автозапчастей, механиком, инженером, главным инженером на автотранспортном предприятии. В 1973—1983, 1986—1987 годах — директор Канашского опытно-экспериментального авторемонтного завода. В 1983—1986 годах находился в Республике Куба как главный специалист — советник управления министерства строительства.
В июне 1987 года избран вторым секретарём, затем первым секретарём Канашского горкома КПСС. С ноября 1989 по февраль 1992 год — председатель Совета министров Чувашской АССР. Избирался народным депутатом Чувашской Республики, народным депутатом РФ (1990—1993), был членом Комиссии Совета Национальностей Верховного Совета РФ по вопросам социального и экономического развития республик в составе РФ, автономной области, автономных округов и малочисленных народов.
С февраля 1992 по январь 1994 года — полномочный представитель президента Российской Федерации в Чувашской Республике. До декабря 1994 года — руководитель администрации президента Чувашской Республики.

## Награды
- Орден «Знак Почёта»